# Konstancja Marianna Szczukowa
Konstancja Marianna z Potockich Szczukowa (zm. 1733) – patronka, starościanka jabłonowska, podkanclerzyna pochodząca z kalwińskiej linii Potockich, wychowanka dworu królowej Marii Kazimiery Sobieskiej, żona Stanisława Antoniego Szczuka, córka Bogusława Potockiego i Heleny Teofili z Kurozwęk Męcińskiej. 
Stanisław Szczuka żył w dobrych stosunkach z Janem III, co wpłynęło pozytywnie na późniejszą działalność patronacką jego żony, lecz przez spór z Augustem II ich dobra były grabione przez wojska saskie i moskiewskie. Dzięki znajomości z Kanclerzem Wielkim Litewskim Karolem Radziwiłłem mieli wpływ na obsadzanie urzędów przychylnymi im ludźmi. Konstancja Marianna początkowo działała wraz z mężem, kierując sprawami sądowymi, sprawami sąsiedzkimi i klienckimi, czy prowadząc dworskie intrygi, dzięki czemu była przygotowania do kierowania majątkiem i przejęcia większości klientów męża. Aby zadbać o tak bogate włości, potrzebni byli zaufani pracownicy, którymi jeszcze za życia męża skrzętnie się otoczyła, a co owocowało po jego śmierci. Utrzymywała kapelę muzyczną, liczną grupę kucharzy i piekarzy, służby i doradców. Tuż po śmierci męża wdowie w sprawach formalnych wdowie pomagał Stanisław Sobolewski. 
Mimo śmierci męża, który był wpływową postacią w polityce, Konstancji Szczukowej udało się znacznie rozbudować kontakty klienckie rodziny, utrzymać wysoką pozycję majątkową, a poprzez dobre wykształcenie, przygotować dwóch synów, Jana Kantego i Marcina Leopolda, do przejęcia jej spadku. Po ich śmierci w młodym wieku liczyła na córkę Wiktorię, lecz po śmierci jej męża Jana Stanisława Kątskiego i ich pierworodnego syna nie miała już rodowitych spadkobierców. Była jedną z nielicznych patronek kobiecych, gdyż w owych czasach nie było miejsca na samodzielne kariery kobiece. 
Konstancja Marianna Szczukowa pozostawiła liczne fundację na rzecz Jasnej Góry, jak i finansowanie budowy świątyń. Wspierała finansowo konwenty zakonne, robiła zapisy na rzecz kościoła radzyńskiego oraz zakonników i duchownych. Wpływ patronki na jedną z jej wychowanek, Mariannę Grużewską, był na tyle duży, iż ta, biorąc sobie za wzór Szczukową, zdecydowała się zmienić wyznanie.